# Рі (Міссурі)
Рі (англ. Rea) — місто (англ. city) в США, в окрузі Ендрю штату Міссурі. Населення — 46 осіб (2020).

## Географія
Рі розташоване за координатами 40°3′39″ пн. ш. 94°45′52″ зх. д. / 40.06083° пн. ш. 94.76444° зх. д. (40.060961, -94.764441).  За даними Бюро перепису населення США в 2010 році місто мало площу 0,31 км², з яких 0,31 км² — суходіл та 0,00 км² — водойми.

## Демографія
Згідно з переписом 2010 року, у місті мешкало 50 осіб у 25 домогосподарствах у складі 12 родин. Густота населення становила 160 осіб/км².  Було 25 помешкань (80/км²).
Расовий склад населення:
| - 100,0 % — білих |

До двох чи більше рас належало 0,0 %. Частка іспаномовних становила 0,0 % від усіх жителів.
За віковим діапазоном населення розподілялося таким чином: 18,0 % — особи молодші 18 років, 56,0 % — особи у віці 18—64 років, 26,0 % — особи у віці 65 років та старші. Медіана віку мешканця становила 49,3 року. На 100 осіб жіночої статі у місті припадало 92,3 чоловіків;  на 100 жінок у віці від 18 років та старших — 95,2 чоловіків також старших 18 років.
Середній дохід на одне домашнє господарство  становив 45 517 доларів США (медіана — 43 750), а середній дохід на одну сім'ю — 57 320 доларів (медіана — 61 250). За межею бідності перебувало 20,8 % осіб, у тому числі 50,0 % дітей у віці до 18 років та 28,6 % осіб у віці 65 років та старших.
Цивільне працевлаштоване населення становило 32 особи. Основні галузі зайнятості: виробництво — 25,0 %, освіта, охорона здоров'я та соціальна допомога — 25,0 %, роздрібна торгівля — 18,8 %.